# Сіяг-Куг-Софла
Сіяг-Куг-Софла (перс. سياه كوه سفلي) — село в Ірані, у дегестані До-Дегак, у Центральному бахші, шахрестані Деліджан остану Марказі. За даними перепису 2006 року, його населення становило 0 осіб, що проживали у складі 0 сімей.

## Клімат
Середня річна температура становить 16,09 °C, середня максимальна – 34,35 °C, а середня мінімальна – -5,68 °C. Середня річна кількість опадів – 195 мм.
| Клімат поселення                              | Клімат поселення | Клімат поселення | Клімат поселення | Клімат поселення | Клімат поселення | Клімат поселення | Клімат поселення | Клімат поселення | Клімат поселення | Клімат поселення | Клімат поселення | Клімат поселення | Клімат поселення |
| Показник                                      | Січ.             | Лют.             | Бер.             | Квіт.            | Трав.            | Черв.            | Лип.             | Серп.            | Вер.             | Жовт.            | Лист.            | Груд.            |                  |
| Середній максимум, °C                         | 10,98            | 13,77            | 18,22            | 24,44            | 29,62            | 33,68            | 34,35            | 33,15            | 29,26            | 23,24            | 16,88            | 10,71            |                  |
| Середня температура, °C                       | 2,65             | 5,44             | 9,89             | 16,10            | 21,28            | 25,34            | 28,48            | 27,29            | 23,40            | 17,39            | 11,02            | 4,85             |                  |
| Середній мінімум, °C                          | −5,68            | −2,88            | 1,55             | 7,76             | 12,95            | 17,00            | 22,62            | 21,43            | 17,54            | 11,53            | 5,15             | −1,01            |                  |
| Норма опадів, мм                              | 34               | 31               | 35               | 23               | 14               | 2                | 1                | 1                | 0                | 9                | 18               | 27               |                  |
| Середньомісячна швидкість вітру, м/с          | 1.42             | 2.14             | 2.60             | 3.09             | 2.89             | 2.70             | 2.90             | 2.59             | 2.30             | 2.26             | 1.64             | 1.54             |                  |
| Середньомісячна сонячна радіація, кДж/м²·день | 9814             | 12975            | 15518            | 18831            | 22666            | 26523            | 25925            | 24262            | 21104            | 15823            | 11599            | 9467             |                  |
| --------------------------------------------- | ---------------- | ---------------- | ---------------- | ---------------- | ---------------- | ---------------- | ---------------- | ---------------- | ---------------- | ---------------- | ---------------- | ---------------- | ---------------- |
| Джерело:                                      |                  |                  |                  |                  |                  |                  |                  |                  |                  |                  |                  |                  |                  |